# Zempléni Szabolcs
Zempléni Szabolcs (Budapest, 1981. január 8. –) kürtművész és -tanár, a Berlini Zene- és Színházművészeti Főiskola professzora.

## Élete
A Zempléni-muzsikusdinasztia legfiatalabb tagja, Zempléni Kornél és Varasdy Emmi zongoraművészek unokája, Zempléni Tamás (* 1952) kürtművész, és Csánky Emília (* 1952) oboaművész fia. 
Hatévesen zongorázni kezdett tanulni, de tizenhárom éves korában kürtre váltott. Első tanára Szilágyi Pálma volt. 1995-ben az Országos Kürtverseny I. helyezettje. Mindössze 17 évesen megnyerte a Concertino Praga kürtverseny első és különdíját. Ekkortól játszott az Ifjú Zenebarátok Nemzetközi Zenekarában.
1999-től a Zeneakadémián id. Tarjáni Ferenc növendéke volt. Közben 2002-től 2004-ig a berlini Hanns Eisler Zeneművészeti Főiskolán is tanult (Christian-Friedrich Dallmann, Markus Bruggaier). Budapesti diplomáját 2005-ben szerezte meg. 2003 és ’06 között Master fokozatot szerzett a Berlini Művészeti Akadémián. Számos mesterkurzuson vett részt itthon, Európában és az Egyesült Államokban.
A prágai győzelem után további győzelmek és előkelő helyezések következtek a békési (2000, I. hely), markneukircheni (2000, II. hely), brnói (2001, I. hely) versenyeken. Nemzetközi pályája a német ARD 2005-ös zenei versenyének megnyerése után ívelt fel.
19 évesen lett a Budapesti Fesztiválzenekar szólókürtöse egészen 2008-ig. 2003-ban a Drezdai Állami Zenekarban, 2005 és ’13 között a Bambergi Szimfonikusoknál töltött be hasonló pozíciót.
Versenyművek szólistájaként és kamarazenészként négy földrészen koncertezik. Fellépett a New York-i Carnegie Hallban is.
2011 októbere és 2019 között kürtprofesszor a Trossingeni Állami Zeneművészeti Főiskolán, 2019 szeptemberétől a Hamburgi Zene- és Színházművészeti Főiskolán. 
2008-tól vendégprofesszor Londonban, a következő évtől Tokióban, a 2015–2016-os tanévben Grazban, 2019-től a budapesti Zeneakadémián. Rendszeresen tart mesterkurzusokat.

## Diszkográfia
- Colours of the French Horn (Nagy Péter) Oehms Classics OC 789

## Díjai, elismerései
- 2010 – Junior Prima díj